# Anormenis discus
Anormenis discus är en insektsart som först beskrevs av Walker 1851.  Anormenis discus ingår i släktet Anormenis och familjen Flatidae. Inga underarter finns listade i Catalogue of Life.